# Episodi di Godfather of Harlem (quarta stagione)
La quarta stagione della serie televisiva Godfather of Harlem, composta da 10 episodi, è trasmessa in prima visione assoluta dalla rete televisiva MGM+ dal 13 aprile al 22 giugno 2025.
| nº | Titolo originale    | Titolo italiano          | Prima TV USA   | Prima TV Italia |
| -- | ------------------- | ------------------------ | -------------- | --------------- |
| 1  | New Harlem          | New Harlem               | 13 aprile 2025 | 16 luglio 2025  |
| 2  | Country Boy         | Il ragazzo di campagna   | 20 aprile 2025 | 16 luglio 2025  |
| 3  | The Straw Man       | L'uomo di paglia         | 27 aprile 2025 | 16 luglio 2025  |
| 4  | Union Blues         | Union Blues              | 4 maggio 2025  | 16 luglio 2025  |
| 5  | Concrete Jungle     | Giungla d'asfalto        | 11 maggio 2025 | 16 luglio 2025  |
| 6  | The Visit           | La visita                | 18 maggio 2025 | 16 luglio 2025  |
| 7  | The Pawn Goes First | Il pedone va per primo   | 1° giugno 2025 | 16 luglio 2025  |
| 8  | If We Must Die      | Se dobbiamo morire       | 8 giugno 2025  | 16 luglio 2025  |
| 9  | Black and White     | Nero e bianco            | 15 giugno 2025 | 16 luglio 2025  |
| 10 | Unity Day           | Il Giorno della Coesione | 22 giugno 2025 | 16 luglio 2025  |